# Campionati europei di salto ostacoli 2001
I Campionati europei di salto ostacoli 2001 si sono svolti a Arnhem, nei Paesi Bassi. 

## Podi
| Evento           | Oro             | Argento           | Bronzo               |
| Gara individuale | Ludger Beerbaum | Ludo Philippaerts | Rolf-Göran Bengtsson |
| Gara a squadre   | Irlanda         | Svezia            | Germania             |

## Medagliere
| Posiz. | Nazione  | Oro | Argento | Bronzo | Totale |
| ------ | -------- | --- | ------- | ------ | ------ |
| 1      | Germania | 1   | 0       | 1      | 2      |
| 2      | Irlanda  | 1   | 0       | 0      | 1      |
| 3      | Svezia   | 0   | 1       | 1      | 2      |
| 4      | Belgio   | 0   | 1       | 0      | 1      |
| Totale | Totale   | 2   | 2       | 2      | 6      |